# 사라 초봇
사라 초봇(Sarah Chobot, 1980년 12월 19일 ~ )은 미국의 럭비 유니언 코치이자 전 선수이다. 2014년 여자 럭비 월드컵에서 미국을 대표했다.

## 초기 경력
미시간주 태생인 초봇은 멘돈 고등학교에서 농구와 소프트볼을 했고, 육상도 했다. 센트럴 미시간 대학교에서 7종경기 장학금을 받았다.

## 럭비 경력

### 선수 경력
미네소타 발키리, 글렌데일 랩터스(2017년부터 멀린스라고 불림)에서 클럽 럭비를 했다. 처음에는 미국 여자 U-23 국가대표팀을 대표했고, 그 후 미국 여자 세븐스 국가대표팀과 4번의 투어를 했다.
또한 프랑스에서 열린 2014년 여자 럭비 월드컵에서 미국을 대표했다.

### 코치 경력
2023년부터 2024년까지 슈퍼 럭비 아메리카스에 참가한 유일한 북미 팀인 아메리칸 랩터스를 코치했다. 또한 2024년부터 이글스 여자팀의 보조 코치로 일하기 시작했다.
2024년 10월, 초봇은 여자 엘리트 럭비 대회의 첫 시즌에 참가할 덴버 오닉스의 초대 헤드 코치로 임명되었다.